# Svîdova, Ciortkiv
Svîdova (în ucraineană Свидова) este localitatea de reședință a comunei Svîdova din raionul Ciortkiv, regiunea Ternopil, Ucraina.

## Demografie
Componența lingvistică a localității Svîdova
     Ucraineană (99,33%)
     Alte limbi (0,67%)
Conform recensământului din 2001, majoritatea populației localității Svîdova era vorbitoare de ucraineană (99,33%), existând în minoritate și vorbitori de alte limbi.